# Târgușor (gmina)
Târgușor – gmina w Rumunii, w okręgu Konstanca. Obejmuje miejscowości Mireasa i Târgușor. W 2011 roku liczyła 1616 mieszkańców.